# Quartetto per archi n. 2 (Tippett)
Il Quartetto per archi n. 2 in fa diesis maggiore è un quartetto per archi del compositore britannico Michael Tippett. Composto nel 1941-1942, comprende quattro movimenti e dura circa 21 minuti.

## Analisi del lavoro
1. Allegro grazioso
2. Andante
3. Scherzo (Presto)
4. Allegro appassionato